# Таргетированая доставка лекарственных веществ
Таргетированная доставка лекарственного препарата иначе адресная доставка лекарственного препарата; направленный транспорт лекарственных веществ (англ. targeted drug delivery), — это метод доставки лекарственных препаратов пациенту таким образом, чтобы увеличить концентрацию лекарства в определённых ассоциированных с терапевтической мишенью клетках или тканях по сравнению с остальными. Этот способ доставки во многом основывается на наномедицине, которая предполагает использование доставки лекарств с помощью наночастиц для преодоления недостатков традиционной доставки лекарств. Такие наночастицы формируют коньюгированный препарат и специфически накапливаются в органах, тканях, или клетках, содержащих паталогические мишени, минимизируя взаимодействие со здоровыми тканями.  Цель таргетной системы доставки лекарств — обеспечить пролонгированное, локализованное и целенаправленное взаимодействие препарата с поражённой тканью, защищая его от разрушения. Традиционная система доставки лекарств основана на абсорбции препарата через биологическую мембрану, тогда как система таргетированного высвобождения доставляет препарат в заранее определённой лекарственной форме.  Преимущества системы таргетированного высвобождения включают: снижение частоты приёма доз пациентом, более равномерное действие препарата, уменьшение побочных эффектов и снижение колебаний уровня препарата в крови. Однако недостатками этой системы являются высокая стоимость, затрудняющая массовое производство, и меньшая возможность корректировки дозировок.
Системы таргетной доставки лекарств изначально разрабатывались для оптимизации регенеративных технологий. Эта система основана на методе, который обеспечивает доставку определённого количества терапевтического агента в течение длительного времени в целевую поражённую область внутри организма. Это помогает поддерживать необходимый уровень препарата в плазме и тканях организма, предотвращая повреждение здоровых тканей лекарственным средством.  Система доставки лекарств является высокоинтегрированной и требует взаимодействия специалистов из различных дисциплин, таких как химики, биологи и инженеры, чтобы добиться её оптимизации.

## Предыстория
В традиционных системах доставки лекарств, таких как пероральный приём или внутрисосудистая инъекция, препарат распределяется по всему телу через системное кровообращение. Для большинства терапевтических агентов лишь небольшая часть лекарства достигает целевого органа, как, например, в химиотерапии, где примерно 99% введённых препаратов не достигают опухолевого участка. Таргетная доставка лекарств стремится концентрировать препарат в нужных тканях, одновременно снижая относительную концентрацию лекарства в остальных тканях. Например, за счёт избежания защитных механизмов организма и подавления неспецифического распределения в печени и селезёнке, система может доставить лекарство к целевому участку в более высоких концентрациях. Считается, что таргетная доставка улучшает эффективность и снижает побочные эффекты.
При реализации системы таргетного высвобождения необходимо учитывать следующие критерии её разработки: свойства препарата, побочные эффекты, путь доставки лекарства, целевую мишень таргетирования и заболевание.
Повышение эффективности новых методов лечения требует контролируемой микроокружающей среды, что достигается только при использовании терапевтических агентов, побочные эффекты которых можно избежать благодаря таргетной доставке лекарств. Достижения в области таргетной доставки лекарств в сердечные ткани станут важным элементом для их регенерации.
Существуют два вида таргетной доставки лекарств: активная таргетная доставка, например некоторые препараты на основе антител, и пассивная таргетная доставка, такая как эффект повышенной проницаемости и задержки (EPR-эффект).

## Методы таргетирования
Способность наночастиц концентрироваться исключительно в зонах поражённых тканей достигается с использованием одного (пассивного или активного) или обоих методов таргетирования.

### Пассивное таргетирование
Пассивное таргетирование достигается путём включения терапевтического агента в макромолекулу или наночастицу, которая пассивно достигает целевого органа. Успех препарата при пассивном таргетировании напрямую зависит от времени циркуляции. Для этого наночастица должна иметь специальное покрытие. Для покрытия могут использоваться различные вещества, одним из которых является полиэтиленгликоль (PEG). Добавление PEG к поверхности наночастицы делает её гидрофильной, позволяя молекулам воды связываться с кислородными молекулами на PEG посредством водородных связей. В результате образуется слой гидратации вокруг наночастицы, который делает вещество антифагоцитарным. Частицы приобретают это свойство благодаря гидрофобным взаимодействиям, характерным для ретикулоэндотелиальной системы (RES). Таким образом, наночастица с загруженным препаратом может оставаться в кровообращении в течение более длительного времени. Для эффективной работы этого механизма пассивного таргетирования наночастицы размером от 10 до 100 нанометров, как было установлено, должны продолжительное время циркулировать в системном кровотоке.

### Активное таргетирование
Активное таргетирование наночастиц, несущих лекарственный препарат, усиливает эффекты пассивного таргетирования, делая наночастицы более специфичными к целевой мишени таргетирования. Существует несколько способов реализации активного таргетирования. Один из методов активного таргетирования заключается в изучении природы рецептора на клетке, для которой предназначен препарат. Исследователи могут использовать клеточно-специфичные лиганды, которые позволяют наночастицам связываться исключительно с клетками, имеющими комплементарные рецепторы. Этот метод активного таргетирования оказался успешным при использовании трансферрина в качестве клеточно-специфичного лиганда. Трансферрин был конъюгирован с наночастицей для таргетирования опухолевых клеток, обладающих механизмами трансферрин-рецептор-опосредованного эндоцитоза на своей мембране. Этот способ таргетирования увеличивал поглощение по сравнению с неконъюгированными наночастицами. Ещё одним клеточно-специфичным лигандом является RGD-мотив, который связывается с интегрином αvβ3.. Этот интегрин экспрессируется в повышенных количествах в опухолевых и активированных эндотелиальных клетках. Конъюгация RGD-мотива с наночастицами, нагруженными химиотерапевтическими препаратами, продемонстрировала увеличение поглощения раковыми клетками in vitro и повышение терапевтической эффективности in vivo.
Активное таргетирование также может быть достигнуто с использованием магнитолипосом, которые обычно служат контрастным агентом в магнитно-резонансной томографии. Таким образом, модифицировав эти липосомы с желаемым препаратом для доставки в определённую область тела, магнитное позиционирование может способствовать этому процессу.
Более того, наночастица может обладать способностью активироваться с помощью триггера, специфичного для целевого участка, например, при использовании материалов, чувствительных к pH. В большинстве тканей наблюдается стабильный нейтральный pH. Однако некоторые ткани, клетки, или органеллы имеют более низкий физиологический pH, что может использоваться таргентированными наночастицами, для высвобождения препарата (при встрече с определённым уровнем pH). Другим специфическим механизмом триггера является использование редокс-потенциала. Одним из побочных эффектов для опухоли является гипоксия, которая изменяет редокс-потенциал в области опухоли. Модифицируя редокс-потенциал, который запускает высвобождение содержимого, везикулы могут быть избирательны к различным типам опухолей.
Используя как пассивное, так и активное таргетирование, наночастица, несущая лекарственный препарат, имеет значительное преимущество перед традиционным препаратом. Она способна циркулировать по всему организму в течение длительного времени, пока не будет успешно направлена к своей цели с помощью клеточно-специфических лигандов, магнитного позиционирования или материалов, чувствительных к pH. Благодаря этим преимуществам, побочные эффекты от традиционных препаратов значительно уменьшаются, поскольку наночастицы с лекарственным веществом воздействуют только на поражённые ткани. Однако возникающая область исследований, известная как нанотоксикология, вызывает опасения, что сами наночастицы могут представлять угрозу как для окружающей среды, так и для здоровья человека, вызывая собственные побочные эффекты. Активное таргетирование также может быть достигнуто с использованием системы доставки лекарств на основе пептидов.

## Средства доставки
Существует множество типов транспортных средств доставки лекарств, таких как полимерные мицеллы, липосомы, переносчики лекарств на основе липопротеинов, наночастицы, дендримеры и др. Идеальное средство доставки должно быть нетоксичным, биосовместимым, неиммуногенным, биоразлагаемым и должно избегать распознавания механизмами защиты организма.[3]

### Пептиды
Клеточные поверхностные пептиды предоставляют один из способов внедрения доставки лекарства в целевую клетку. Этот метод реализуется посредством связывания пептида с рецепторами на поверхности целевой клетки, что позволяет обойти иммунные механизмы защиты, которые могли бы затруднить доставку, не причиняя вреда организму хозяина. В частности, пептиды, такие как ICAM-1, продемонстрировали значительную способность к связыванию с целевой клеткой. Этот метод показал определённую эффективность в лечении как аутоиммунных заболеваний, так и некоторых форм рака благодаря высокой аффинности связывания. Доставка, опосредованная пептидами, также перспективна благодаря низкой стоимости их создания и простоте структуры.

### Липосомы
Наиболее распространенным средством для адрессной доставки лекарств в настоящее время являются липосомы. Липосомы нетоксичны, не вызывают гемолиз и не являются иммуногенными даже при многократных инъекциях; они биосовместимы и биоразлагаемы и могут быть разработаны таким образом, чтобы избегать механизмов очищения (ретикулоэндотелиальная система (РЭС), почечная очистка, химическая или ферментативная инактивация и т.д.). Липидные наноконтейнеры с покрытием из лигандов могут хранить содержимое в гидрофобной оболочке или гидрофильной внутренней части в зависимости от природы переносимого лекарства/контрастного вещества.
Ключевая проблема использования липосом in vivo — это их немедленное поглощение и очищение системой РЭС, а также их относительно низкая устойчивость in vitro. Чтобы справиться с этим, на поверхность липосом можно добавить полиэтиленгликоль (ПЭГ). Увеличение молярного процента ПЭГ на поверхности липосом до 4-10% значительно увеличивает время циркуляции in vivo с 200 до 1000 минут.
ПЭГилирование липосомального наноконтейнера удлиняет период полувыведения конструкции, сохраняя при этом пассивный механизм таргетирования, который обычно характерен для липидных наноконтейнеров. При использовании в качестве системы доставки способность вызывать нестабильность конструкции обычно используется для селективного высвобождения инкапсулированного терапевтического агента вблизи целевой ткани/клетки in vivo. Эта система наноконтейнеров часто применяется в противораковой терапии, так как более кислый pH опухоли связанный с чрезмерной зависимостью от гликолиза, инициирует высвобождение препарата.
Дополнительные эндогенные пути активации были изучены через использование внутренней и внешней среды опухоли, такие как активные формы кислорода, глутатион, ферменты, гипоксия и аденозин-5'-трифосфат (АТФ), которые обычно присутствуют в высокой концентрации в опухолях и прилегающих тканях. Также используются внешние триггеры, такие как свет, низкочастотный ультразвук (LFUS), электрические и магнитные поля. В частности, LFUS показал высокую эффективность в контролируемой активации различных лекарственных препаратов у мышей, таких как цисплатин и кальцеин.

### Мицеллы и дендримеры
Другим типом транспортных средств для доставки лекарств являются полимерные мицеллы. Они изготавливаются из определенных амфифильных сополимеров, состоящих из гидрофильных и гидрофобных мономерных звеньев. Они могут использоваться для переноса лекарств с плохой растворимостью. Этот метод предлагает ограниченные возможности в плане контроля размера или изменяемости функций. Разработаны техники, использующие реактивные полимеры вместе с гидрофобной добавкой для получения более крупных мицелл с различными размерами.
Дендримеры также являются полимерными транспортными средствами для доставки. Они имеют ядро, которое разветвляется с регулярными интервалами, образуя небольшую, сферическую и очень плотную наночастицу.

### Биоразлагаемые частицы
Биоразлагаемые частицы обладают способностью нацеливаться на больные ткани, а также доставлять лекарственный компонент в виде терапии с контролируемым высвобождением. Было обнаружено, что частицы, несущие лиганды к P-селектину, эндотелиальному селектину (E-селектину) и ICAM-1, прилипают к воспаленному эндотелию. Таким образом использование биоразлагаемых частиц может быть применимо и для тканей миокарда.

### Доставка на основе микроводорослей
Отдельные исследовательские группы предлагают микроводоросли в качестве средства доставки лекарственных препаратов. [обновить данные] Так существуют биосовместимые микроводоросли - гибридные микророботы для активной доставки лекарств в лёгкие и желудочно-кишечный тракт, которые показали эффективность в тестах на мышах. В двух исследованиях "Флуоресцентный краситель или покрытые мембраной клеток наночастицы, функционализированные микроводоросли, дополнительно заключались в капсулу, чувствительную к pH", а также "нагруженные антибиотиком полимерные наночастицы, покрытые мембраной нейтрофилов, [были прикреплены] к естественным микроводорослям"..

### Искусственные наноструктуры ДНК
Успех ДНК-технологии в создании искусственно спроектированных наноструктур из нуклеиновых кислот, таких как ДНК, в сочетании с демонстрацией систем для ДНК-вычисления, привёл к предположению, что искусственные наноустройства на основе нуклеиновых кислот могут использоваться для адресной доставки лекарств, основываясь на прямом анализе окружающей среды. Эти методы используют ДНК исключительно как структурный материал и химическое вещество, не затрагивая её биологической роли носителя генетической информации. Логические схемы на основе нуклеиновых кислот, которые потенциально могут служить основой системы, высвобождающей лекарство только в ответ на стимул, такой как специфическая мРНК, уже были продемонстрированы. Кроме того, с использованием метода ДНК-оригами была синтезирована ДНК-"коробочка" с контролируемой "крышкой". Эта структура может содержать лекарство в закрытом состоянии и открываться для его высвобождения только в ответ на заданный стимул.

## Применения
Таргетная доставка лекарств может использоваться при терапии многих заболеваний, таких как сердечно-сосудистые заболевания и сахарный диабет. Однако наиболее важным применением таргетной доставки лекарств является лечение злокачественных опухолей. При этом, пассивное воздействие на опухоль происходит благодаря эффекту повышенной проницаемости и удержания (EPR-эффект). Это характерная для опухолей черта, которая возникает из-за быстрого формирования кровеносных сосудов и плохого лимфаоттока. При быстром образовании кровеносных сосудов образуются большие поры размером от 100 до 600 нанометров, что позволяет улучшить проникновение наночастиц. В тоже время, плохой лимфатический дренаж ограничивает выведение этих наночастиц,способствуя их накоплению, необходимому для успешного лечения
По данным Американской кардиологической ассоциации, сердечно-сосудистые заболевания являются наиболее распространенной причиной причиной смерти в Соединённых Штатах. Ежегодно в США происходит 1,5 миллиона инфарктов миокарда (ИМ), также известных как сердечные приступы, из которых 500 000 заканчиваются летальным исходом. Затраты, связанные с сердечными приступами, превышают 60 миллиардов долларов в год. Поэтому существует необходимость разработки оптимальной системы восстановления. Ключ к решению этой проблемы заключается в эффективном использовании фармацевтических препаратов, которые могут быть направлены непосредственно к поражённой ткани. Этот метод может помочь разработать множество новых регенеративных методов для лечения различных заболеваний. Разработка ряда регенеративных стратегий за последние годы для лечения сердечно-сосудистых заболеваний представляет собой смену парадигмы в сравнении с традиционными подходами, направленными на контроль течения сердечно-сосудистых заболеваний.
Терапия стволовыми клетками может использоваться для восстановления миокардиальной ткани и возвращения сократительной функции сердца, создавая/поддерживая микроокружение, присущее ткани до инфаркта миокарда. Достижения в таргетной доставке лекарств для лечения опухолей заложили основу для зарождения области таргетной доставки лекарств к сердечной ткани. Недавние исследования показали, что в опухолях существуют различные эндотелиальные поверхности, что привело к концепции таргетной доставки лекарств к опухолям через молекулы адгезии эндотелиальных клеток.
Липосомы могут использоваться для доставки лекарств при лечении туберкулёза. Традиционный подход к терапии туберкулёза основан на химиотерапии, которая не всегда оказывается достаточно эффективной, что может быть связано с неспособностью активных компонентов достигать достаточно высокой концентрации в очаге инфекции. Система доставки с использованием липосом позволяет лучше проникать в макрофаги и создавать более высокую концентрацию препарата в месте инфекции. Доставка препарата осуществляется внутривенно и посредством ингаляции. Пероральное применение не рекомендуется, так как липосомы разрушаются в желудочно-кишечном тракте.
Технологии 3D-печати также используется врачами для исследования более эффективных методов таргетирования злокачественных опухолей. Печать пластиковой 3D-модели опухоли и заполнение её лекарствами, используемыми в лечении, позволяет наблюдать за потоком жидкости, что даёт возможность модифицировать дозировку и места введения лекарств.

## Внешние ссылки

### Англоязычные образовательные и исследовательские статьи
- Current status and prospects for improved targeted delivery approaches for cancer — обзор прогресса в системах целевой доставки лекарств.
- Targeted Cancer Therapies (National Cancer Institute) — фокус на целевой терапии в онкологии.
- Recent Advances in Targeted Drug Delivery Strategy for Enhancing Oncotherapy — Новые стратегии в адресной доставке лекарств.

### Русскоязычные источники
- Таргетная терапия — прицельный удар по болезни (Биомолекула)
- Наночастицы для направленной доставки лекарств в поврежденную ткань (ФГБУ «НМИЦ им. В. А. Алмазова» Минздрава России)
- ЛИПОСОМЫ КАК СИСТЕМА ТАРГЕТНОЙ ДОСТАВКИ ЛЕКАРСТВЕННЫХ СРЕДСТВ (ОБЗОР) (Российский биотерапевтический журнал)